# Campana (Itália)
Campana é uma comuna italiana da região da Calábria, província de Cosenza, com cerca de 1.631 habitantes (30/11/2019). Estende-se por uma área de 103 km², tendo uma densidade populacional de 26 hab/km². Faz fronteira com Bocchigliero, Mandatoriccio, Pallagorio (KR), Pietrapaola, Savelli (KR), Scala Coeli, Umbriatico (KR), Verzino (KR).

## Demografia
| Variação demográfica do município entre 1861 e 2011                               |
|                                                                                   |
| Fonte: Istituto Nazionale di Statistica (ISTAT) - Elaboração gráfica da Wikipedia |